# 1330
Il 1330 (MCCCXXX in numeri romani) è un anno  del XIV secolo.

## Eventi
- 19 ottobre - Re Edoardo III d'Inghilterra incomincia il suo regno.

## Nati
- 7 aprile - Giovanni Plantageneto, III conte di Kent, conte († 1352)
- 9 maggio - Papa Gregorio XI, papa, vescovo cattolico e cardinale francese († 1378)
- 12 maggio - Guglielmo I di Baviera, duca († 1388)
- 23 maggio - Gongmin di Goryeo, re coreano († 1374)
- 15 giugno - Edoardo il Principe Nero, nobile britannico († 1376)
- 4 luglio - Ashikaga Yoshiakira, militare giapponese († 1367)
- 25 ottobre - Luigi II di Fiandra, conte († 1384)
- Arcoano Buzzaccarini, nobile, militare e politico italiano († 1403)
- Chang Yuchun, generale cinese († 1369)
- Procoro Cidone, monaco cristiano, teologo e traduttore bizantino († 1369)
- Costantino di Czartorysk, nobile lituano
- Francesc Eiximenis, scrittore, presbitero e teologo spagnolo († 1409)
- Eufemia d'Aragona, principessa italiana († 1359)
- Nicolas Flamel, scrittore e alchimista francese († 1418)
- Pietro Fregoso, doge († 1404)
- Giovanni III di Grailly, condottiero francese († 1376)
- John Gower, poeta britannico († 1408)
- Ulrico IV di Hanau, nobile tedesco († 1380)
- Hugh Herland, architetto e artigiano inglese († 1411)
- Giacomo da Itri, patriarca cattolico italiano († 1393)
- William Latimer, politico inglese († 1381)
- Maria di Navarra, principessa († 1347)
- Lala Shahin Pascià, militare ottomano
- Teodora Hatun, principessa bizantina († 1396)
- Owain ap Tomas ap Rhodri, nobile gallese († 1378)
- Giovanni d'Aragona, principe († 1358)
- Jean de Carrouges, cavaliere medievale francese († 1396)

## Morti
- 13 gennaio - Federico I d'Asburgo, nobile (n. 1289)
- 21 gennaio - Giovanna II di Borgogna, regina (n. 1291)
- 28 gennaio - Ramberto Malatesta, condottiero italiano
- 10 febbraio - Giovanni I di Namur, marchese (n. 1267)
- 16 marzo - Betto di Alliata, politico, diplomatico e mercante italiano
- 19 marzo - Edmondo Plantageneto, I conte di Kent, principe inglese (n. 1301)
- 17 aprile - Feliciano Zach, militare ungherese
- 24 aprile - Audfinn Sigurdsson, vescovo cattolico norvegese
- 3 maggio - Alessio II di Trebisonda, imperatore bizantino (n. 1282)
- 6 maggio - Bartolomeo Pucci-Franceschi, presbitero italiano
- 30 giugno - Canuto Porse, nobile danese
- 12 luglio - Isabella d'Aragona, principessa (n. 1302)
- 23 luglio - Michele Asen III di Bulgaria, sovrano bulgaro
- 26 luglio - Eufemia di Pomerania, regina danese (n. 1285)
- 25 agosto - James Douglas, condottiero scozzese (n. 1286)
- 28 settembre - Elisabetta di Boemia, regina (n. 1292)
- 20 ottobre - Berengario di Landorra, religioso e arcivescovo cattolico francese (n. 1262)
- 18 novembre - Werner von Orseln, tedesco
- 24 novembre - Guillaume de Durfort, arcivescovo cattolico francese
- 29 novembre - Ruggero Mortimer, I conte di March, nobile inglese (n. 1287)
- Uthman ibn Abi al-Ula, nobile arabo
- Aonghas Óg di Islay, scozzese
- Astesano di Asti, giurista, teologo e francescano italiano
- Abu Sulayman Banakati, storico persiano
- Filippo Bencivenne, vescovo cattolico italiano
- Giovanni di Carignano, presbitero e cartografo italiano
- Rossellino Della Tosa, politico e nobile italiano (n. 1260)
- Tommaso Gozzadini, letterato italiano (n. 1260)
- Huang Daopo, inventrice cinese
- Lorenzo Maitani, scultore e architetto italiano
- Walter Odington, compositore, scienziato e alchimista inglese
- Judah ben Moses Romano, filosofo e traduttore italiano
- Teofilo, arcivescovo ortodosso lituano
- Benedetto II Zaccaria, nobile italiano
- Giacomo di Maiorca, principe spagnolo (n. 1274)
- Cunizza da Carrara, nobildonna italiana

## Calendario
| Calendario 1330 | Calendario 1330 | Calendario 1330 | Calendario 1330 | Calendario 1330 | Calendario 1330 | Calendario 1330 | Calendario 1330 | Calendario 1330 | Calendario 1330 | Calendario 1330 | Calendario 1330 | Calendario 1330 | Calendario 1330 | Calendario 1330 | Calendario 1330 | Calendario 1330 | Calendario 1330 | Calendario 1330 | Calendario 1330 | Calendario 1330 | Calendario 1330 | Calendario 1330 | Calendario 1330 | Calendario 1330 | Calendario 1330 | Calendario 1330 | Calendario 1330 | Calendario 1330 | Calendario 1330 | Calendario 1330 | Calendario 1330 | Calendario 1330 |
| --------------- | --------------- | --------------- | --------------- | --------------- | --------------- | --------------- | --------------- | --------------- | --------------- | --------------- | --------------- | --------------- | --------------- | --------------- | --------------- | --------------- | --------------- | --------------- | --------------- | --------------- | --------------- | --------------- | --------------- | --------------- | --------------- | --------------- | --------------- | --------------- | --------------- | --------------- | --------------- | --------------- |
|                 | 1               | 2               | 3               | 4               | 5               | 6               | 7               | 8               | 9               | 10              | 11              | 12              | 13              | 14              | 15              | 16              | 17              | 18              | 19              | 20              | 21              | 22              | 23              | 24              | 25              | 26              | 27              | 28              | 29              | 30              | 31              |                 |
| Gennaio         | Lu              | Ma              | Me              | Gi              | Ve              | Sa              | Do              | Lu              | Ma              | Me              | Gi              | Ve              | Sa              | Do              | Lu              | Ma              | Me              | Gi              | Ve              | Sa              | Do              | Lu              | Ma              | Me              | Gi              | Ve              | Sa              | Do              | Lu              | Ma              | Me              |                 |
| Febbraio        | Gi              | Ve              | Sa              | Do              | Lu              | Ma              | Me              | Gi              | Ve              | Sa              | Do              | Lu              | Ma              | Me              | Gi              | Ve              | Sa              | Do              | Lu              | Ma              | Me              | Gi              | Ve              | Sa              | Do              | Lu              | Ma              | Me              |                 |                 |                 |                 |
| Marzo           | Gi              | Ve              | Sa              | Do              | Lu              | Ma              | Me              | Gi              | Ve              | Sa              | Do              | Lu              | Ma              | Me              | Gi              | Ve              | Sa              | Do              | Lu              | Ma              | Me              | Gi              | Ve              | Sa              | Do              | Lu              | Ma              | Me              | Gi              | Ve              | Sa              |                 |
| Aprile          | Do              | Lu              | Ma              | Me              | Gi              | Ve              | Sa              | Do              | Lu              | Ma              | Me              | Gi              | Ve              | Sa              | Do              | Lu              | Ma              | Me              | Gi              | Ve              | Sa              | Do              | Lu              | Ma              | Me              | Gi              | Ve              | Sa              | Do              | Lu              |                 |                 |
| Maggio          | Ma              | Me              | Gi              | Ve              | Sa              | Do              | Lu              | Ma              | Me              | Gi              | Ve              | Sa              | Do              | Lu              | Ma              | Me              | Gi              | Ve              | Sa              | Do              | Lu              | Ma              | Me              | Gi              | Ve              | Sa              | Do              | Lu              | Ma              | Me              | Gi              |                 |
| Giugno          | Ve              | Sa              | Do              | Lu              | Ma              | Me              | Gi              | Ve              | Sa              | Do              | Lu              | Ma              | Me              | Gi              | Ve              | Sa              | Do              | Lu              | Ma              | Me              | Gi              | Ve              | Sa              | Do              | Lu              | Ma              | Me              | Gi              | Ve              | Sa              |                 |                 |
| Luglio          | Do              | Lu              | Ma              | Me              | Gi              | Ve              | Sa              | Do              | Lu              | Ma              | Me              | Gi              | Ve              | Sa              | Do              | Lu              | Ma              | Me              | Gi              | Ve              | Sa              | Do              | Lu              | Ma              | Me              | Gi              | Ve              | Sa              | Do              | Lu              | Ma              |                 |
| Agosto          | Me              | Gi              | Ve              | Sa              | Do              | Lu              | Ma              | Me              | Gi              | Ve              | Sa              | Do              | Lu              | Ma              | Me              | Gi              | Ve              | Sa              | Do              | Lu              | Ma              | Me              | Gi              | Ve              | Sa              | Do              | Lu              | Ma              | Me              | Gi              | Ve              |                 |
| Settembre       | Sa              | Do              | Lu              | Ma              | Me              | Gi              | Ve              | Sa              | Do              | Lu              | Ma              | Me              | Gi              | Ve              | Sa              | Do              | Lu              | Ma              | Me              | Gi              | Ve              | Sa              | Do              | Lu              | Ma              | Me              | Gi              | Ve              | Sa              | Do              |                 |                 |
| Ottobre         | Lu              | Ma              | Me              | Gi              | Ve              | Sa              | Do              | Lu              | Ma              | Me              | Gi              | Ve              | Sa              | Do              | Lu              | Ma              | Me              | Gi              | Ve              | Sa              | Do              | Lu              | Ma              | Me              | Gi              | Ve              | Sa              | Do              | Lu              | Ma              | Me              |                 |
| Novembre        | Gi              | Ve              | Sa              | Do              | Lu              | Ma              | Me              | Gi              | Ve              | Sa              | Do              | Lu              | Ma              | Me              | Gi              | Ve              | Sa              | Do              | Lu              | Ma              | Me              | Gi              | Ve              | Sa              | Do              | Lu              | Ma              | Me              | Gi              | Ve              |                 |                 |
| Dicembre        | Sa              | Do              | Lu              | Ma              | Me              | Gi              | Ve              | Sa              | Do              | Lu              | Ma              | Me              | Gi              | Ve              | Sa              | Do              | Lu              | Ma              | Me              | Gi              | Ve              | Sa              | Do              | Lu              | Ma              | Me              | Gi              | Ve              | Sa              | Do              | Lu              |                 |